# Minería en Gambia
La minería en Gambia, que se limita a la producción de arcilla, laterita, arena y grava, arena de sílice y circón, no desempeña un papel significativo en la economía gambiana.

## Marco legal
El Departamento de Estado de Comercio, Industria y Empleo es la entidad gubernamental responsable de la administración del sector minero. Una nueva ley de minerales y minería propuesta en 2001 aún estaba bajo consideración para su aprobación por parte del Gobierno hasta 2005. El gobierno ha implementado políticas para atraer inversión extranjera directa, incluida la repatriación libre de capital y beneficios, certificados de inversión especiales, y garantías constitucionales y salvaguardias contra la nacionalización y expropiación de inversiones.

## Minería
A partir de 2005, la Corporación Carnegie Ltd. (CCL) de Australia (50%), en asociación con Astron de China (50%), tenía una licencia exclusiva de prospección para los depósitos de arenas minerales de Batukunku, Kartung y Sanyang en Brufut. En 2005, la empresa conjunta completó un segundo programa de dragado experimental en el depósito. Tras la finalización de este programa de dragado y un estudio de evaluación de impacto ambiental, la empresa presentó una solicitud para convertir su licencia de prospección en un contrato de arrendamiento minero. Hasta finales de 2005, CCL seguía esperando la aprobación del Gobierno. A partir de 2005, se estimaba que los recursos totales medidos, indicados e inferidos en los depósitos de Batukunku, Kartung y Sanyang ascendían a 18.8 millones de toneladas métricas (Mt), que contenían aproximadamente un Mt de minerales pesados con un grado de corte del 1%. Se estimaba que la asamblea de minerales pesados para estos depósitos era aproximadamente del 71% de ilmenita, 15% de circón, 3% de rutilo y 11% de otros.